# 戚姓
戚姓是一個中國人的姓氏，在《百家姓》中排名第33位。

## 起源
以采邑为姓氏，源出于姬姓孙氏。春秋时期，孙林父被卫国殇公封于戚（今河南濮阳），其子孙以邑名为姓氏，奉孙林父为戚姓始祖。

## 外部連結
[在维基数据编辑]
 《百家姓》
 《欽定古今圖書集成·明倫彙編·氏族典·戚姓部》，出自陈梦雷《古今圖書集成》